# Mostafa Smaili
Mostafa Smaili (Ifrane, 9 januari 1997) is een Marokkaans middellangeafstandsloper, die is gespecialiseerd in de 800 m. Hij nam eenmaal deel aan de Olympische Spelen en won hierbij geen medailles.

## Loopbaan
In 2016 nam Smaili deel aan de WK Indoor in Portland. In de finale van de 800 m eindigde hij op de achtste plaats. Smaili maakte zijn olympisch debuut in 2016 op de Olympische Spelen van Rio de Janeiro. Op de 800 m sneuvelde hij in de halve finale. Ook op het WK Indoor van 2018 eindigde hij de op de zesde plaats.

## Persoonlijke records
Outdoor
| Onderdeel | Prestatie | Datum            | Plaats  |
| --------- | --------- | ---------------- | ------- |
| 400 m     | 47,70     | 30 april 2016    | Fez     |
| 800 m     | 1.44,90   | 4 september 2018 | Zagreb  |
| 1500 m    | 3.38,60   | 9 juni 2017      | Belfort |
| 3000 m    | 8.36,35   | 16 juni 2013     | Fez     |

Indoor
| Onderdeel | Prestatie | Datum            | Plaats     |
| --------- | --------- | ---------------- | ---------- |
| 400 m     | 47,89     | 9 februari 2016  | Eaubonne   |
| 800 m     | 1.45,96   | 10 februari 2018 | Gent       |
| 1500 m    | 3.42,37   | 4 februari 2017  | Mondeville |

## Prestaties

### 800 m
Kampioenschappen
- 2016:  WK U20 - 1.46.02
- 2016: 6e WK Indoor - 1.52,32
- 2016: HF OS - 1.46,15
- 2017: 31e WK - 1.47,50
- 2018: 6e WK Indoor - 1.48,75
- 2018:  Middellandse Zeespelen - 1.47,56

### 1500 m
- 2014: 4e Olympische Jeugdzomerspelen - 3.47,50